# Elettrotreno Newag Impuls
I Newag Impuls sono degli elettrotreni prodotti dall'omonima azienda polacca.

## Caratteristiche
La famiglia di treni Impuls è costituita da unità multiple elettriche a pianale ribassato dotate di un sistema di monitoraggio interno completo, aria condizionata, sistema di informazione dei passeggeri e, se richiesto, possono disporre di distributori automatici di biglietti.
Il loro interno è adatto alle esigenze dei passeggeri a mobilità ridotta. Presenta pavimenti inclinati, gradini ripiegati, ampie navate e uno spazio designato per disabili e biciclette. Nel veicolo vengono utilizzati i carrelli a motore e i carrelli Jacobs (montati ogni due casse). I carrelli hanno un moderno sistema di ingranaggi e sistemi di sospensione a molla a due stadi che attenuano efficacemente le vibrazioni, migliorando così il comfort durante il viaggio.
A seconda del numero di casse gli Impuls dividono in "37WE" (due casse), "36WE" (tre), "31WE" (quattro), "45WE" (cinque), "35WE" (sei).

## Utilizzatori
| Paese                | Operatore                                          | Serie | Immagine | Numero      | Anno                 |
| -------------------- | -------------------------------------------------- | ----- | -------- | ----------- | -------------------- |
| Polonia (bandiera)   | Koleje Dolnośląskie                                | 31WE  |          | 10          | 2013, 2015           |
| Polonia (bandiera)   | Koleje Dolnośląskie                                | 36WEa |          | 6           | 2014-2015            |
| Polonia (bandiera)   | Koleje Dolnośląskie                                | 45WE  |          | 11          | 2017                 |
| Polonia (bandiera)   | Koleje Małopolskie                                 | 31WE  |          | 8           | 2016-2017            |
| Polonia (bandiera)   | Koleje Małopolskie                                 | 45WE  |          | 5           | 2016-2017            |
| Polonia (bandiera)   | Koleje Mazowieckie                                 | 45WE  |          | 12          | 2015                 |
| Polonia (bandiera)   | Koleje Śląskie                                     | 35WE  |          | 1           | 2012                 |
| Polonia (bandiera)   | Koleje Śląskie                                     | 36WEa |          | 3           | 2014                 |
| Polonia (bandiera)   | Łódzka Kolej Aglomeracyjna                         | 36WEd |          | 4 out of 14 | from 2018            |
| Polonia (bandiera)   | PKP Szybka Kolej Miejska w Trójmieście             | 31WE  |          | 2           | 2016                 |
| Polonia (bandiera)   | Przewozy Regionalne                                | 31WE  |          | 3           | 2017                 |
| Polonia (bandiera)   | Przewozy Regionalne (Lubusz Voivodeship)           | 31WE  |          | 3           | 2014-2015            |
| Polonia (bandiera)   | Przewozy Regionalne (Lesser Poland Voivodeship)    | 36WEa |          | 6           | 2014-2015            |
| Polonia (bandiera)   | Przewozy Regionalne (Opole Voivodeship)            | 36WEa |          | 7           | 2016-2018            |
| Polonia (bandiera)   | Przewozy Regionalne (Podkarpackie Voivodeship)     | 36WE  |          | 1           | 2013                 |
| Polonia (bandiera)   | Przewozy Regionalne (Podkarpackie Voivodeship)     | 37WE  |          | 2           | 2014                 |
| Polonia (bandiera)   | Przewozy Regionalne (Podkarpackie Voivodeship)     | 36WEa |          | 1           | 2015                 |
| Polonia (bandiera)   | Przewozy Regionalne (Pomeranian Voivodeship)       | 45WE  |          | 2 out of 9  | 2018-2019            |
| Polonia (bandiera)   | Przewozy Regionalne (Silesian Voivodeship)         | 36WEa |          | 3           | 2015                 |
| Polonia (bandiera)   | Przewozy Regionalne (Świętokrzyskie Voivodeship)   | 36WEa |          | 6           | 2014-2015            |
| Polonia (bandiera)   | Przewozy Regionalne (Świętokrzyskie Voivodeship)   | 31WE  |          | 2           | 2018                 |
| Polonia (bandiera)   | Przewozy Regionalne (Warmian-Masurian Voivodeship) | 37WE  |          | 1           | 2015                 |
| Polonia (bandiera)   | Przewozy Regionalne (West Pomeranian Voivodeship)  | 31WE  |          | 22          | 2013-2015, 2017-2018 |
| Polonia (bandiera)   | Przewozy Regionalne (West Pomeranian Voivodeship)  | 36WEa |          | 18          | 2017-2018            |
| Polonia (bandiera)   | Szybka Kolej Miejska w Warszawie                   | 35WE  |          | 9           | 2012-2013            |
| Italia (bandiera)    |                                                    |       |          |             |                      |
| Ferrovie del Sud Est | 36WEb                                              |       | 11       | 2019-2021   |                      |

### Ferrovie del Sud Est

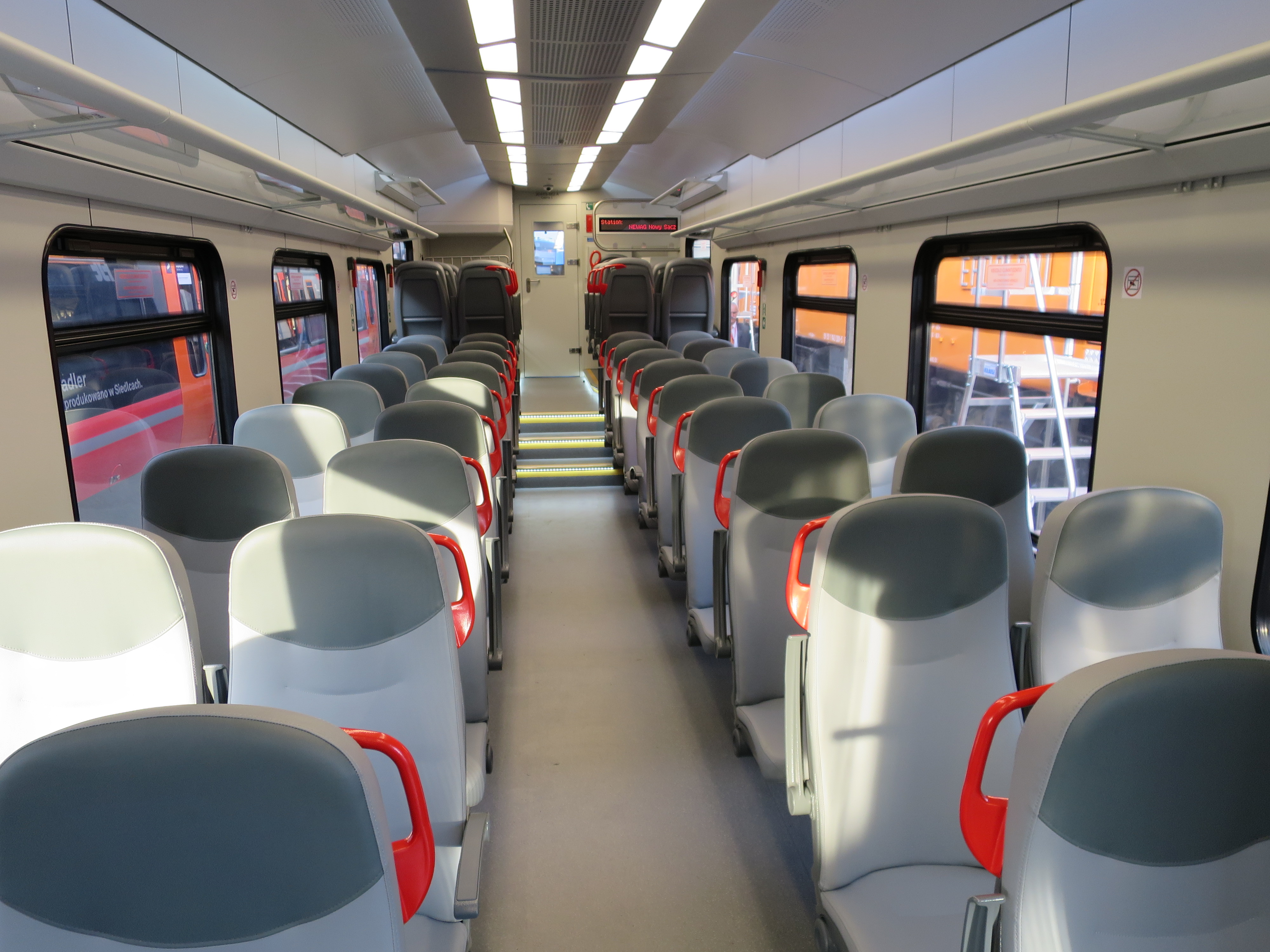
Interni

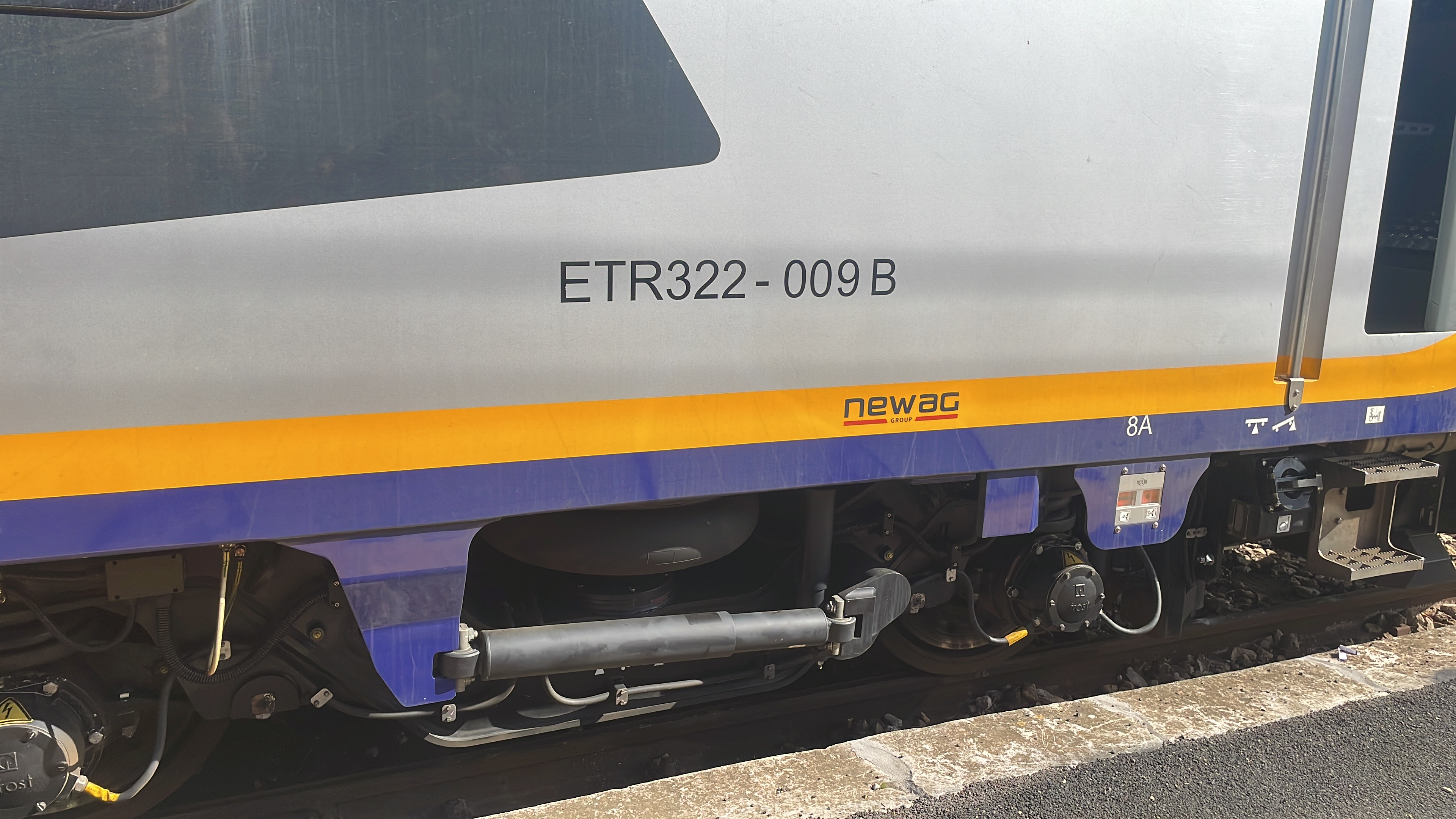
Dettaglio del Newag Impuls 36WEb (unità ETR 322-009) di Ferrovie del Sud Est: sul filetto giallo della livrea DPR il logo Newag Group, produttore del treno

L'Impuls 36WE è impiegato, con la classificazione ANSFISA di ETR 322, anche dalle Ferrovie del Sud Est, nella cui storia risulta il primo elettrotreno. Dispone di 4 porte per i viaggiatori, più 2 per il personale su entrambi gli estremi del treno, con delle pedane per l'ingresso dei disabili che si azionano automaticamente all'apertura delle porte e all'interno sono presenti 177 posti a sedere. 
A metà 2019 entrano in servizio i primi 5 treni e tra la fine del 2020 e l'inizio del 2021 entrano in servizio gli ultimi 6, per un ordine di 11 unità totali senza ulteriore discendenza. Questi sono entrati in servizio sporadico già dal 2019 e poi regolare nel 2021 sulla linea Mungivacca-Putignano e ad ottobre 2023 in servizio regolare dopo alcune notti di test sulla linea Bari-Taranto nel tratto Putignano-Martina Franca, per affiancare sporadicamente gli ATR 220, da trasferire, invece, più a sud. Con la consegna delle unità dalla 006 fino alla 011, la livrea rossa, bianca e nera è stata cambiata con la livrea DPR ed inoltre, queste unità, sono dotate di prese elettriche a servizio dei viaggiatori a differenza delle prime 5 unità che ne sono sprovviste.
Nel 2023 l'unità 004 cambia livrea dalla ex livrea bianca e nera ad una variante della livrea DPR verde e grigia La sostenibilità viaggia in treno.